# Che pasticcio, Bridget Jones!
Che pasticcio, Bridget Jones! (Bridget Jones: The Edge of Reason) è un film del 2004 diretto da Beeban Kidron.
La pellicola è il seguito del film Il diario di Bridget Jones, girato da Sharon Maguire. Protagonista del film è Renée Zellweger nel ruolo di Bridget Jones. Il film è basato sul romanzo omonimo.
Ci sono sensibili cambiamenti fra il romanzo di Helen Fielding e il suo adattamento cinematografico, nonché fra la versione statunitense del film e la sua controparte europea, compreso un finale alternativo.
Ha avuto due sequel, Bridget Jones's Baby (2016) e Bridget Jones - Un amore di ragazzo (2025).

## Trama
Dopo una notte di sesso con il fidanzato, con il quale è insieme da 6 settimane 4 giorni e 7 ore, Bridget mentre è sul posto di lavoro decide di chiamarlo per ricordargli come è stata passionale la loro notte insieme, per poi scoprire che era in vivavoce e che Mark era in riunione di lavoro.
Dopo un servizio nel quale deve gettarsi da 6000 metri d'altezza con un paracadute (dove poi atterrerà in un porcile) viene chiamata dal suo capo. Bridget pensa che la sua carriera sia finita, ma il suo capo Richard le dirà che il servizio è stato apprezzato ai piani alti, che le vogliono affidare una nuova rubrica fissa. Proprio mentre è in quell'ufficio, Bridget vede Daniel Cleaver in televisione nel programma "La furbissima guida" e viene invitata dal capo a cena, ma rifiuterà a causa di un altro impegno, una cenetta romantica con Mark, che tuttavia verrà disdetta per telefono l'istante successivo, così uscirà con i suoi tre amici single. Qui incontrerà l'acida Janey Osborne, soprannominata Medusa per la sua capacità di essere particolarmente "pungente" con le sue parole: infatti rivelerà a Bridget che un'ora prima ha visto Mark rientrare in casa con una ragazza ventiduenne dalle gambe lunghe di nome Rebecca Giles. Per scoprire se il suo fidanzato la sta tradendo, Bridget farà incursione a casa sua, scoprendo che era solo una riunione di lavoro.
Il giorno seguente mentre è al lavoro, Bridget incontra Daniel Cleaver il quale le farà un invito a cena, che verrà rifiutato perché Bridget sarà al ricevimento dell'Ordine degli Avvocati. Al ricevimento Mark non le rivolgerà quasi la parola e Bridget insulterà involontariamente uno dei presenti, così all'uscita i due litigano, per poi riconciliarsi la sera stessa e lui la invita, con tanta enfasi da far sembrare che voglia chiederle di sposarlo deludendo l'aspettativa di lei, in settimana bianca con lui. Lei non gli dirà che non sa sciare, ma lui, per contro, non le ha detto che sarebbero venuti anche gli altri avvocati, tra cui Rebecca. Bridget scia maldestramente fino a una farmacia e, credendo di essere incinta, compra un test di gravidanza. Quando Mark scopre questa possibilità ne è entusiasta, tuttavia si ritrovano a discutere animatamente sull'istruzione del bambino, ma infine il test risulta negativo.
Al loro ritorno, saranno invitati a pranzo dai genitori di lei. Tra i vari argomenti, salterà fuori quello del matrimonio e Mark affermerà che al momento non è una loro priorità, causando l'irritazione della fidanzata. A casa di Mark, mentre lui è in bagno, Bridget sente un messaggio da parte di Rebecca che le fa pensare che lui abbia una relazione con lei e lo lascia. Poco dopo viene a sapere che i suoi genitori stanno per risposarsi e lei sarà la damigella.
Sul lavoro, le viene proposto di essere la "Ragazza Guida" insieme a "La furbissima guida" (Daniel Cleaver) per aumentare gli ascolti. Dovranno andare in Thailandia, ma li accompagnerà anche un'amica di Bridget, Shazzer. Qui Daniel e Bridget si riscoprono, ma mentre sono in camera dell'uomo insieme, arriva una prostituta thailandese che lui aveva prenotato e Bridget decide di tornare in Inghilterra e di sistemare le cose con Mark, giurando a se stessa di aver chiuso per sempre con Daniel. Verrà arrestata all'aeroporto per possesso di droga a causa di un oggetto che Shazzer aveva ricevuto in regalo da un ragazzo conosciuto durante il viaggio ma che aveva dato a Bridget perché non ci stava nella sua valigia. Mark, che si trovava lì per lavoro, andrà a trovare Bridget e le assicurerà di essere liberata entro una settimana. La giovane cercherà di riallacciare i rapporti con lui, ma l'avvocato appare freddo e distante. Tuttavia, parlando con le sue compagne di cella che hanno subito maltrattamenti gravi da parte dei loro compagni, Bridget si accorge di essere stata troppo esigente con Mark.
A Londra, Mark affronta Daniel e gli chiede se era presente al momento dell'arresto di Bridget. Daniel lo conferma e i due iniziano una rissa davanti a una folla stupefatta.
Bridget torna a Londra e i suoi genitori la accompagnano a casa, dove la accolgono a sorpresa i suoi amici, compresa Shazzer, che si scusa per averla messa nei guai, e le dicono che Mark ha fatto grandi cose per riuscire a tirarla fuori di prigione; così Bridget corre subito a casa sua, dove però trova Rebecca, la quale le confessa che non è assolutamente innamorata di Mark, bensì di lei e la bacia. Bridget, che non ricambia il suo amore, la rifiuta cordialmente e prende un taxi per raggiungere Mark; lo trova in riunione e gli dichiara il suo amore e lui, usciti dalla sala, le chiede di sposarla.
Nel finale, i genitori di Bridget si risposano e Mark e Bridget si baciano, lasciando presagire che presto si festeggerà un nuovo matrimonio.

## Incassi
Il film ha incassato complessivamente 262 520 724$.

## Colonna sonora
1. Will Young - Your Love Is King (cover della canzone di Sade)
2. Jamelia - Stop
3. Kylie Minogue - Can't Get You out of My Head
4. Joss Stone - Super Duper Love
5. Mary J. Blige - Sorry Seems to Be the Hardest Word
6. Robbie Williams - Misunderstood
7. Love Affair - Everlasting Love (nel CD compare la versione di Jamie Cullum)
8. Barry White - You're the First, the Last, My Everything
9. Beyoncé featuring Jay Z - Crazy in Love
10. Rufus Wainwright featuring Dido - I Eat Dinner
11. 10cc - "I'm Not in Love
12. Carly Simon - Nobody Does It Better
13. Primal Scream - Loaded
14. The Darkness - I Believe in a Thing Called Love
15. Amy Winehouse - Will You Still Love Me Tomorrow?
16. Minnie Riperton - Lovin' You
17. Aretha Franklin - Think
18. Leona Naess - Calling
19. Sting & Annie Lennox - We'll Be Together
20. Harry Gregson-Williams - Bridget's Theme

## Riconoscimenti
- 2005 - Golden Globe
  - Nomination Migliore attrice in un film commedia o musicale a Renée Zellweger
- 2005 - Empire Awards
  - Nomination Miglior film britannico
- 2005 - Teen Choice Awards
  - Nomination Scena più divertente (Bridget cade nel porcile) a Renée Zellweger
  - Nomination Miglior canzone rockstar (Like a Virgin) a Renée Zellweger
- 2004 - Visual Effects Society
  - Nomination Miglior ambientazione a Alex Hope, Jody Johnson e Pieter Warmington
- 2005 - People's Choice Awards
  - Nomination Miglior film commedia
  - Nomination Miglior sequel

## Curiosità
- In una delle scene del film, Hugh Grant, in una galleria d'arte, fa un servizio televisivo sul pittore americano d'arte contemporanea John Currin.
- Il libro che Shazzer e Jad leggono sull'aereo è The Beach di Alex Garland.